# ماريكا هارا
ماريكا هارا (بالفنلندية: Marika Hara)‏ هي دراجة فنلندية، ولدت في 1986.